# العلاقات الأرمنية السورية
العلاقات السورية الأرمنية تعتبر من العلاقات الثابتة في منطقة الشرق الأوسط، فحيث أن لدى الطرفين مصالح واستراتيجيات مشتركة، بالإضافة إلى تاريخ مشترك بين سوريا وأرمينيا.ويوجد في سوريا جالية أرمنية يقدر عدد أفرادها بين 150 إلى 250 ألف أرمني يتوزع في جميع المحافظات السورية ولكن الغلبة العظمى منهم تقيم في محافظات حلب ودمشق والحسكة بالإضافة إلى وجود أرمن يحملون الجنسيتين السورية والأرمنية. وكذلك هناك الرابطة السورية التي تضم أبناء الجالية السورية في أرمينيا.

## التاريخ

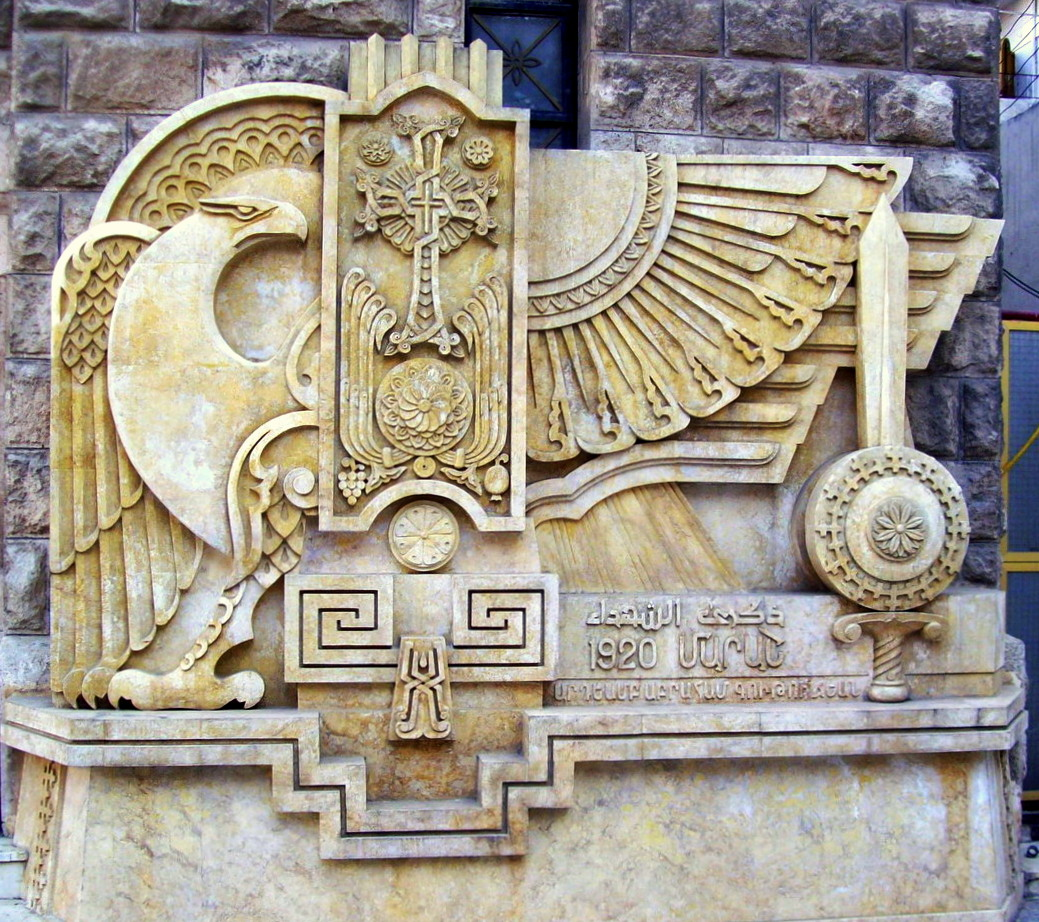
تمثال ذكرى الشهداء الأرمن في حلب - سوريا

أن لعلاقات بين الشعبين العربي عامة السوري خاصة مع الشعب الأرمني تعتبر علاقات تارخية قديمة، فالأرمن عرفوا في التاريخ وقد ذكرهم الطبري في كتابه /تاريخ الأمم والملوك/، كما تحدث عنهم ياقوت الحموي في كتابه /معجم البلدان/.
وفي أيام الفتوحات العربية وصلت جيوش العرب إلى أرمينيا مع بدايات العصر العباسي الأول الممتد ما بين 734م وحتى 1258م تاريخ سقوط بغداد والدولة العباسية على يد ملك التتار (المغول) هولاكو.
وبعد خسارة البيزنطيين أمام العرب في أرمينيا نشأت علاقات وطيدة بين العرب والأرمن الذين ترك لهم الحرية الدينية واحترمت معتقداتهم وأمرائهم، وكان الأرمني يعيش حسب تقاليده وعاداته وثقافته المتوارثة دون أي تدخل من العنصر العربي في هذا الشأن، ولهذا كانت فترات التوتر أو النزاعات بين العرب والأرمن لا تقاس بشيء أمام سنوات التعاون والانسجام والاندماج والتسامح والأخوة والسلام. وقد لمع في أرمينيا العديد من أسماء العلماء العرب، بحسب ماذكر ياقوت الحموي في كتابه /معجم البلدان/, من أمثال: الأرجيشي، والقالي، والدبيلي، والأخلاطي (وهذا كما يروي التاريخ هرب من التتار ورحل مع أهله إلى مصر وهناك استقر في أحد الأحياء الذي مايزال يطلق عليه «حي الخلاطيين».
فضلاً عن ذلك كان هناك تفاعلاً وتلاقحاً بين الثقافتين العربية والأرمنية نجم عنها تطوراً في ميادين عديدة ومنها ميدان طب الأعشاب.
وقد شارك العديد من الأرمن بشكل جاد وفعال في مجالات خدمة الدولة العربية في الحكومة والجيش والدبلوماسية من أمثال القائد العسكري الأرمني البارز علي بن يحيى الأرمني الذي قام بدور مهم في الحروب ضد الجيوش البيزنطية في القرن التاسع الميلادي، وكان حاكماً على «أرمينيا» التي كانت تشمل في ذاك الزمن أرمينيا وجورجيا وحران وداغستان. وهناك أيضاً قائد الأسطول البارز الذي ينحدر من أصول أرمنية حسام الدين لؤلؤ.
كما شغل الأرمن مناصب مرموقة في عهد الدولة الفاطمية في مصر، ومن بين هؤلاء «بدر الجمالي» الأرمني الأصل، وكان بداية قائداً لدمشق ثم والياً على عكا وقائداً عاماً للبحرية المصرية.
وفي التاريخ الحديث شارك الأرمن في حقبة النهضة العربية أمثال: حنا أبخاريوس وهوفسيب باكوس ورزق الله حسون (حاسونيان) وأديب اسحق (واسمه الأرمني أديب زالماتيان).
والكثير من الأرمن يشيرون إلى دور السورية الكبير وابنائها بما قدموه لهم من ملجأ ومأوى وملبس ومسكن ورعاية واهتمام إثر ما ألم بهم من مآسىٍ مع المذابح (مذبحة الأرمن)التي تعرضوا لها في بدايات الحرب العالمية الأولى على يد الدولة العثمانية.
وبمبادرة من بعض الأرمن السوريين يُشاد على طرف بحيرة يريفان نصباً تذكارياً تقديراً ووفاء لما قدمه العرب عامة والسوريون خاصة للأرمن.
وقد زار الرئيس السوري الراحل حافظ الأسد جمهورية أرمينية السوفياتية عام 1979 عندما كانت إحدى الجمهوريات السوفيتية.
وفي حزيران من عام 2008 التي قام الرئيس بشار الأسد برفقة عقيلته إلى أرمينيا ويعدها قام الرئيس الأرمني سيرج سركسيان بزيارة مماثلة إلى سورية، بالايضافة إلى وجود عدد من السياسيين ورجال الأعمال الأرمن في أرمينيا من أصل سوري أي ولدوا ونشاؤا في سوريا.

## مصالح مشتركة
تعتبر أرمينيا ومنطقة القوقاز منطقة حيوية وهامة لوقوعها في مفترق الطرق بين أوروبا وآسيا، والتي يطلق عليها (أوروآسيا) أو آسيا الأوروبية، وتنحصر بين البحر الأسود وبحر قزوين وقد أعطاها موقعها عبر التاريخ أهمية جيوسياسية خاصة وجعلها موضع تنافس للسيطرة عليها من قبل الإمبراطوريات المتعاقبة كالفارسية والاغريقية والرومانية والبيزنطية والعربية والروسية والعثمانية، وهذه المنطقة قريبة من منطقة الشرق الأوسط، بل أن بلداناً شرق أوسطية هامة تتشاطر معها بحدود مشتركة تمتد لمئات الكيلومترات، ويعتبر نسبياً الجزءالجنوبي الغربي من أرمينيا يقع ضمن جغرافية الشرق الأوسط، فضلاً عن أن شعوب هذه المنطقة امتزجت بالعنصر العربي منذ بدايات العصر العباسي الأول، ومن هنا يأتي اهتمام سورية بتطوير العلاقات مع هذه المنطقة ومتابعة التطورات بين بلدانها والسعي للعب دور إيجابي في كل ذلك فشجعت على توقيع بروتوكول تطبيع العلاقات بين أرمينيا وتركيا لإقامة علاقات دبلوماسية وفتح الحدود المغلقة منذ عام 1993, إثر النزاع بين أرمينيا وأذربيجان على إقليم ناكورنو كاراباخ، وإيجاد حل سلمي لهذه المشكلة.
فسورية لها مصلحة في فتح هذه الحدود لأن هذا سيشجع حركة النقل والترانزيت من سورية إلى أرمينيا ومناطق أخرى في جنوب القوقاز وتنشيط حركة التجارة. فضلاً عن ذلك فقد تصبح أرمينيا جزءاً من الرؤية الاستراتيجية للقادة السوريون الذين يحاولون ربط البحار الأربعة أي: المتوسط والخليج العربي وبحر قزوين والبحر الأسود.

## الاتفاقيات المشتركة
وقعت سورية وأرمينيا عددة اتفاقيات ومذكرات تفاهم في مجالات العدل والداخلية والتعليم العالي والبحث العلمي والصناعة والكهرباء والطاقات المتجددة والرياضة والاستشعار عن بعد إضافة إلى برنامج تنفيذي للأعوام 2010-2012 للتعاون العلمي والفني في المجال الزراعي.
وتنص الاتفاقيات الثلاثة في المجال القانوني على تعاون البلدين في تسليم المجرمين والمساعدة القانونية المتبادلة في القضايا المدنية والمسائل الجنائية.
وفقد أسس البلدان في عام 2007؛ اللجنة السورية الأرمينية المشتركة للتعاون التجاري والاقتصادي، ومجلس أعمال مشترك بين رجال الأعمال في كلا البلدين، إضافة إلى توقيع اتفاقية توأمة بين غرفتي تجارةحلب ويريفان.

## مقارنة بين البلدين
هذه مقارنة عامة ومرجعية للدولتين:
| وجه المقارنة                                              | أرمينيا                    | سوريا                    |
| --------------------------------------------------------- | -------------------------- | ------------------------ |
| المساحة (كم2)                                             | 29.74 ألف                  | 185.18 ألف               |
| عدد السكان (نسمة)                                         | 2.93 مليون                 | 18.27 مليون              |
| الكثافة السكانية (ن./كم²)                                 | 98.52                      | 98.66                    |
| العاصمة                                                   | يريفان                     | دمشق                     |
| اللغة الرسمية                                             | لغة أرمنية                 | اللغة العربية            |
| العملة                                                    | درام أرميني                | ليرة سورية               |
| الناتج المحلي الإجمالي (بليون دولار)                      | 11.54 مليار                | 60.20 مليار              |
| الناتج المحلي الإجمالي (تعادل القوة الشرائية) بليون دولار | 25.41 مليار                |                          |
| الناتج المحلي الإجمالي الاسمي للفرد دولار أمريكي          | 3.49 ألف                   |                          |
| الناتج المحلي الإجمالي للفرد دولار أمريكي                 | 8.07 ألف                   |                          |
| مؤشر التنمية البشرية                                      | 0.743                      | 0.594                    |
| رمز المكالمات الدولي                                      | +374                       | +963                     |
| رمز الإنترنت                                              | .am، .հայ ‏                 | .sy                      |
| المنطقة الزمنية                                           | ت ع م+04:00، توقيت أرمينيا | ت ع م+02:00، ت ع م+03:00 |

## مدن متوأمة
في ما يلي قائمة باتفاقيات التوأمة بين مدن أرمينية وسورية:
- ترتبط يريفان مع دمشق باتفاقية توأمة منذ 1998.[9][9][9][9]
- ترتبط أرمافير مع دير الزور باتفاقية توأمة.

## منظمات دولية مشتركة
يشترك البلدان في عضوية مجموعة من المنظمات الدولية، منها:
| علم المنظمة | اسم المنظمة                               | تاريخ انضمام أرمينيا | تاريخ انضمام سوريا |
| ----------- | ----------------------------------------- | -------------------- | ------------------ |
|             | مؤسسة التنمية الدولية                     | 25 أغسطس 1993        | 28 يونيو 1962      |
|             | يونسكو                                    | 9 يونيو 1992         | 16 نوفمبر 1946     |
|             | وكالة ضمان الاستثمار متعدد الأطراف        | 5 ديسمبر 1995        | 14 مايو 2002       |
|             | الأمم المتحدة                             | 2 مارس 1992          | 24 أكتوبر 1945     |
|             | الاتحاد البريدي العالمي                   | ?                    | ?                  |
|             | البنك الدولي للإنشاء والتعمير             | 16 سبتمبر 1992       | 10 أبريل 1947      |
|             | الاتحاد الدولي للاتصالات                  | 30 يونيو 1992        | 12 يناير 1924      |
|             | منظمة حظر الأسلحة الكيميائية              | ?                    | ?                  |
|             | مؤسسة التمويل الدولية                     | 18 أبريل 1995        | 28 يونيو 1962      |
|             | المركز الدولي لتسوية المنازعات الاستشارية | 16 أكتوبر 1992       | 24 فبراير 2006     |
|             | منظمة الشرطة الجنائية الدولية             | ?                    | ?                  |